# Kazu Naoki
Kazu Naoki (japonès: 直木和)  (Japó, 23 de març de 1918 - Japó, 1945) fou un futbolista japonès que disputà un partit amb la selecció japonesa.